# Prieuré Saint-Benoît de Néville-sur-Mer
Le prieuré Saint-Benoît est un ancien monastère bénédictin d'hommes, fondé au XIIe siècle, qui se dressait sur le territoire de l'ancienne commune française de Néville-sur-Mer, dans le département de la Manche, en région Normandie.

## Localisation
Le prieuré était situé près de la côte, au nord-ouest de Néville-sur-Mer, commune intégrée à la commune nouvelle de Vicq-sur-Mer, dans le département français de la Manche. Son souvenir persiste avec la fontaine Saint-Benoît.

## Historique
Le prieuré doit son origine à Guillaume de Beaumont, dit Le Moine, qui pour salut de son âme et celles de ses père, mère et aïeux, fonde sur son domaine situé sur la paroisse de Néville, avec le consentement de ses neveux, Thomas et Philippe de Beaumont, une chapelle sous le vocable de Sainte-Marie-Magdeleine dont parle le sire de Gouberville. Richard de Bohon, évêque de Coutances (1151-1179), la dédicace en 1163. Afin de doter la chapelle, l'abbaye de Montebourg reçut de son fondateur une charruée de terre dans le champ de la chapelle, la mare de Néville, la terre des Homets, les églises de Néville, Acqueville, Réthoville, Angoville, Varouville, la dîme du froment du Vey, la dîme des poulains de ses cavales sauvages, élevées dans son manoir de Néville. Afin de loger les moines bénédictins on établit un prieuré. Le duc-roi Henri II confirma la riche donation.
En 1217, l'évêque de Coutances (1208-1238), Hugues de Morville, autorise les religieux qui ne trouvaient pas la résidence à leur goût de quitter Néville, et avec le consentement de Philippe de Beaumont, de percevoir les revenus de la chapelle. C'est le curé de Néville qui eut le droit de recevoir le tiers de la dîme des fruits, de la mare de Néville ainsi que ses produits, et les deux tiers de la dîme des poissons de Réthoville, sous la condition de s'adjoindre un prêtre pour desservir la chapelle du prieuré, dont les moines reprirent la direction en 1232. La chapelle mentionnée au XIVe siècle dans le livre blanc est détruite avec ses dépendances lors de l'invasion anglaise (1417-1450).
Sur sa carte du diocèse de Coutances, gravée en 1689, Mariette de la Pagerie signale l'emplacement de l'abbaye en ruines. Ses pierres servirent, à l'occasion de la guerre de Sept Ans (1756-1763) sous Louis XV, à la construction du fortin de Réthoville, ainsi que pour la ferme fortifiée de l'Isle.

## Description
Dans les champs dit les abbas (pour abbaye), on a trouvé des vestiges de fondations anciennes, formant des îlots de 2 m2 pouvant correspondre aux anciennes cellules des moines, et dans un lieu nommé les cimetières, de nombreux vestiges d'habitations et de cercueils en tuf, correspondant peut être à l'emplacement de la Madeleine de Gouberville.
Le seul souvenir qui nous reste du prieuré est la fontaine Saint-Benoît, à l'époque très fréquentée par les pèlerins pour ses vertus curatives.